# Cobra Triangle
Cobra Triangle — видеоигра в жанре гонок на выживание, разработанная компанией Rare и изданная Nintendo в июле 1989 года для игровой консоли Nintendo Entertainment System (NES).
Суть игры заключается в том, что игрок управляет оборудованным оружием катером при прохождении 25 уровней. Целями являются победы в гонках, спасение пловцов и обезвреживание бомб. В игру также включены бонусы. Игра отображается в изометрической перспективе с автоматическим прокручиванием экрана. За геймдизайн игры отвечали братья Стэмперы, а саундтрек был написан композитором Дэвидом Уайзом.
Британский журнал Computer and Video Games дал игре положительную оценку, похвалив графику и геймплей. Позже рецензенты оценили в игре уровень разнообразия и графическое сходство с предыдущими работами студии Rare, такими как R.C. Pro-Am. Информационный сайт IGN поставил Cobra Triangle на 66-е место среди NES-игр. IGN также написал, что считает её одной из лучших игр третьего поколения игровых систем. Cobra Triangle была включена в ретроспективный сборник Rare Replay.

## Игровой процесс

Иллюстрация игрового процесса

Cobra Triangle — это игра, совмещающая в себе гонки на выживание с элементами боевых действий. В игре используется изометрическая перспектива со скроллингом по диагонали по мере движения катера. В Cobra Triangle в распоряжении игрока имеется катер с оружием (пушками) и человек, находящийся на нём, а также вражеские плавательные средства. Задача игрока — выиграть гонки, спасти пловцов и обезвредить бомбы.
Игра состоит из семи повторяющихся игровых режимов. Первый режим предполагает гонку до финиша. Задача игрока — стрелять во вражеские плавательные средства и добраться до конца уровня, одновременно с этим спасаясь от акул и других морских преград. В этом режиме не отсчитывается временной промежуток. Для этого типа характерны разные развилки реки, выбор одного из которых может как дать преимущество, так и оттолкнуть назад. Второй режим заключается в сборе необходимых ресурсов. Третий — в сборе и обезвреживании бомб. В четвёртом режиме игроку предстоит сразиться с боссом. Им может быть акула, краб или другие морские животные, наделённые какой-либо особой способностью. Пятый режим заключается в спасении людей. Шестой похож на первый, однако он отличается тем, что вместо вражеских лодок игрок будет преодолевать препятствия на воде. В седьмом игрок перепрыгивает через ямы с помощью батута. Во время гонки на реке могут возникать различные природные катаклизмы: бури, ураганы, сильные волны. На ней также могут быть препятствия в виде береговых турелей. Катер может летать через пандусы, а также увеличивать эффективность своего оружия и скорость c помощью Power-up. В начале игры катер игрока больше по размеру. Это сделано для того, чтобы в начале игрок смог освоиться с управлением. Во время игры предстоит обезвредить четыре бомбы. В другом режиме задача игрока — уничтожить злодеев прежде, чем они доплывут до берега. Если поблизости будет пловец, то игроку требуется спасти его, подняв на борт. Если это сделать не удалось, то игрок теряет одну жизнь.

## Выпуск и отзывы
| Иноязычные издания | Иноязычные издания |
| Издание            | Оценка             |
| ------------------ | ------------------ |
| AllGame            | [ 4 ]              |
| CVG                | 93 %               |
| The Games Machine  | 80 %               |

Cobra Triangle была благосклонно встречена критиками. Джаз Ригнал из Computer and Video Games дал положительную оценку, похвалив игру за «убедительную» графику, сбалансированный игровой процесс и «вызывающую привыкание» реиграбельность. Марк Кассвелл из The Games Machine в своей рецензии отметил, что был разочарован чередующимися прыжками по водопадам. В ретроспективном обзоре для сайта AllGame Скайлер Миллер, в качестве одного из главных плюсов игры, назвал разнообразие уровней.
Рецензентами также отмечалось графическое сходство Cobra Triangle с R.C. Pro-Am, в частности, из-за угла обзора камеры. Бретт Алан Вайс (AllGame) сравнил игру с River Raid, выпущенной в 1982 году для Atari 2600. Для сравнения: игровой процесс обеих игр основан на стрельбе и перемещении по реке в рамках её берегов. При этом, в Cobra Triangle была представлена изометрическая камера, поскольку её игровой процесс больше сфокусирован на гонках, чем на боях. Cobra Triangle попала в список лучших NES-игр в новостной ленте IGN, заняв 66-е место. На сайте GamesRadar было отмечено, что Cobra Triangle является образцовой игрой эпохи NES с изометрическими перестрелками, улучшениями и разнообразными режимами.